# Ancistrocerus oviventris
Ancistrocerus oviventris é uma espécie de insetos himenópteros, mais especificamente de vespas pertencente à família Vespidae.
A autoridade científica da espécie é Wesmael, tendo sido descrita no ano de 1836.
Trata-se de uma espécie presente no território português.